# ریچارد بلوف
ریچارد بلوف (انگلیسی: Richard Bluff؛ زادهٔ ۱ ژانویهٔ ۲۰۰۰) سرپرست جلوه‌های تصویری است. وی همچنین برندهٔ جوایزی همچون جوایز امی ساعات پربیننده شده‌است.